# أزيلال
أزِيلال (بالأمازيغية تعني قمة المرتفع) هي مدينة مغربية تتموقع في وسط المملكة المغربية بين ملتقى جبال الأطلس المتوسط والأطلس الكبير، وهي ثاني مدن الجهة الإدارية جهة بني ملال خنيفرة التي تقع جنوب شرق العاصمة المغربية الرباط. وهي أيضا عاصمة إقليم أزيلال.
يعتبر الإقليم غنيا بالحفريات الأركيولوجية والفلكلور الشعبي، والصناعات التقليدية، وتعرف الجهة بأنها من أغنى مناطق المملكة بالمخطوطات والآثار، توجد بالإقليم مناطق جبلية خلابة، ومناخ جاف وصحي، يستهوي الكثيرين من أجل الاستجمام. لكن يعاني هذا الإقليم من عدة مشاكل. كنقص في الماء الصالح للشرب. ونقص في الشبكة الكهربائية وشبكة الاتصال. وكذلك عدم توفر الطرق في مجموعة من دواوير هذا الإقليم . [4][⁵]

## التاريخ
في أواخر شهر أكتوبر 1916 ميلادية، غادرت الفرقة المتنقلة مراكش بقيادة الجنرال الفرنسي دولاموط تساندها “حَرْكَاتْ” المدني الكلاوي وعبد الله أُوشَطُّو، قايد انْتِيفَة الجبل، وصالح أَوْرَاغْ، قايد انْتِيفَة السهل. غادروا جميعا موقع تَنَانْتْ في اتجاه خميس آيْتْ مَصَّادْ، المتاخم لمدينة أزيلال. وقد اصطدمت هذه الفرقة بمجاهدي القبائل المجاورة. استمرت المقاومة إلى سنة 1917 ميلادية، حيث ستسقط مدينة أزيلال في أيدي المستعمر الفرنسي بعد معركة تَمْنَايْتْ الضارية. ثم اتخذ الفرنسيون من مدينة أزيلال مركزا عسكريا لمهاجمة قبائل آيت امحمد
وفي ربيع سنة 1918 ميلادية، نزل سيدي محند الحَنْصَالِي، زعيم الزاوية الحنصالية، عند آيْتْ بُوكَمَّازْ، لتتكون بذلك “حَرْكَة” معادية لقوات الاحتلال في اتجاه دَمْناتْ فقد استمرت المقاومة للمستعمر الفرنسي في مناطق إقليم أزيلال إلى حدود سنة 1934 ميلادية.

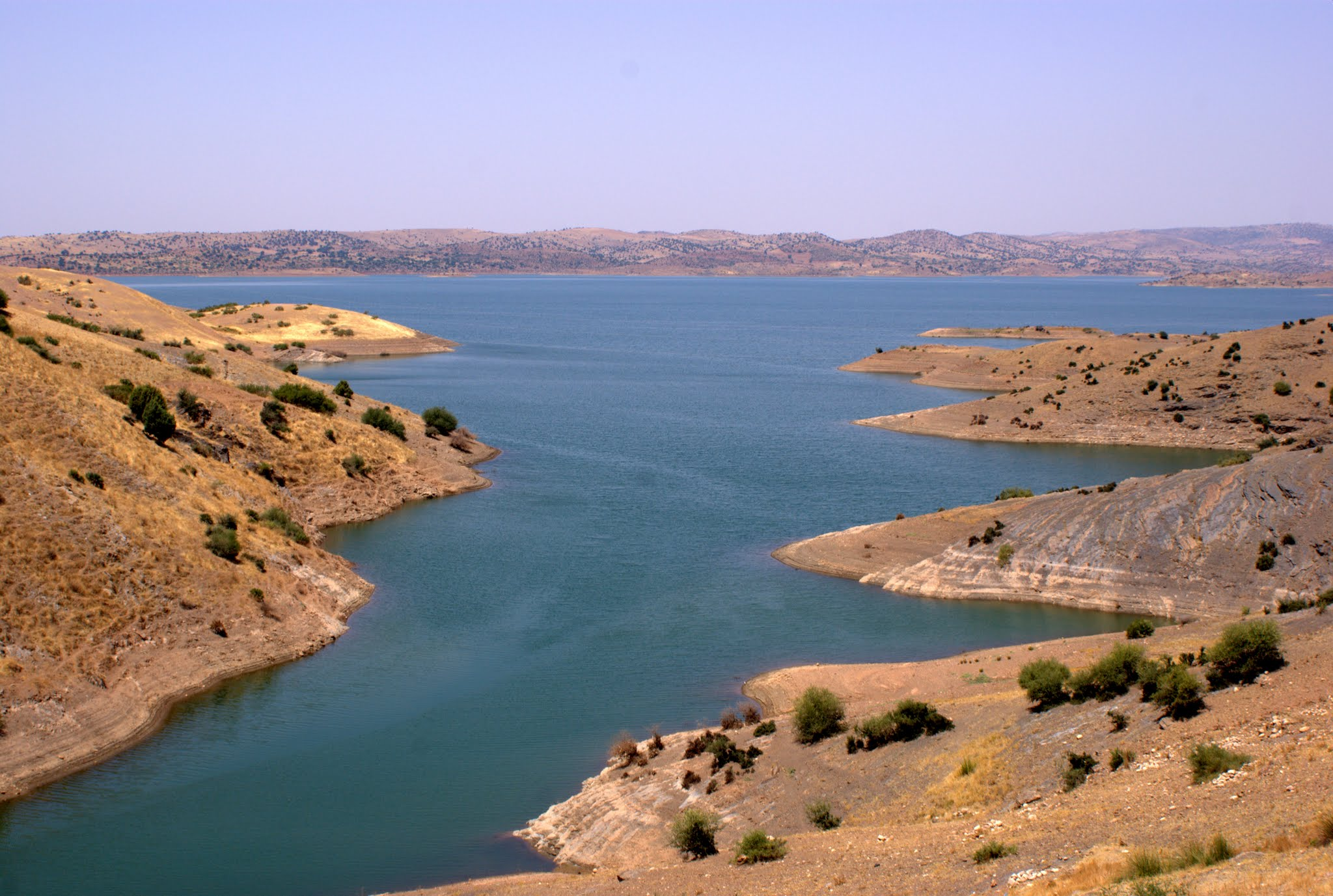
سد بين الويدان

## المناخ
يعتبر مناخ مدينة أزيلال قاريا على العموم، مع بعض التأثيرات المحيطية، وهو شبه جاف في الصيف ورطب في الشتاء. ويتميز هذا المناخ، بمميزات مناخ الأطلس الكبير الأوسط الجبلي، بحيث يميل إلى شدة البرودة خلال فصل الشتاء، وإلى الاعتدال خلال فصل الصيف. أما فيما يتعلق بالتساقطات، فإن معدلاتها السنوية تتراوح ما بين150 و630 مليمتر. حسب الفترات المطيرة والجافة، كما تعرف المنطقة تساقطات ثلجية.

## الجغرافيا

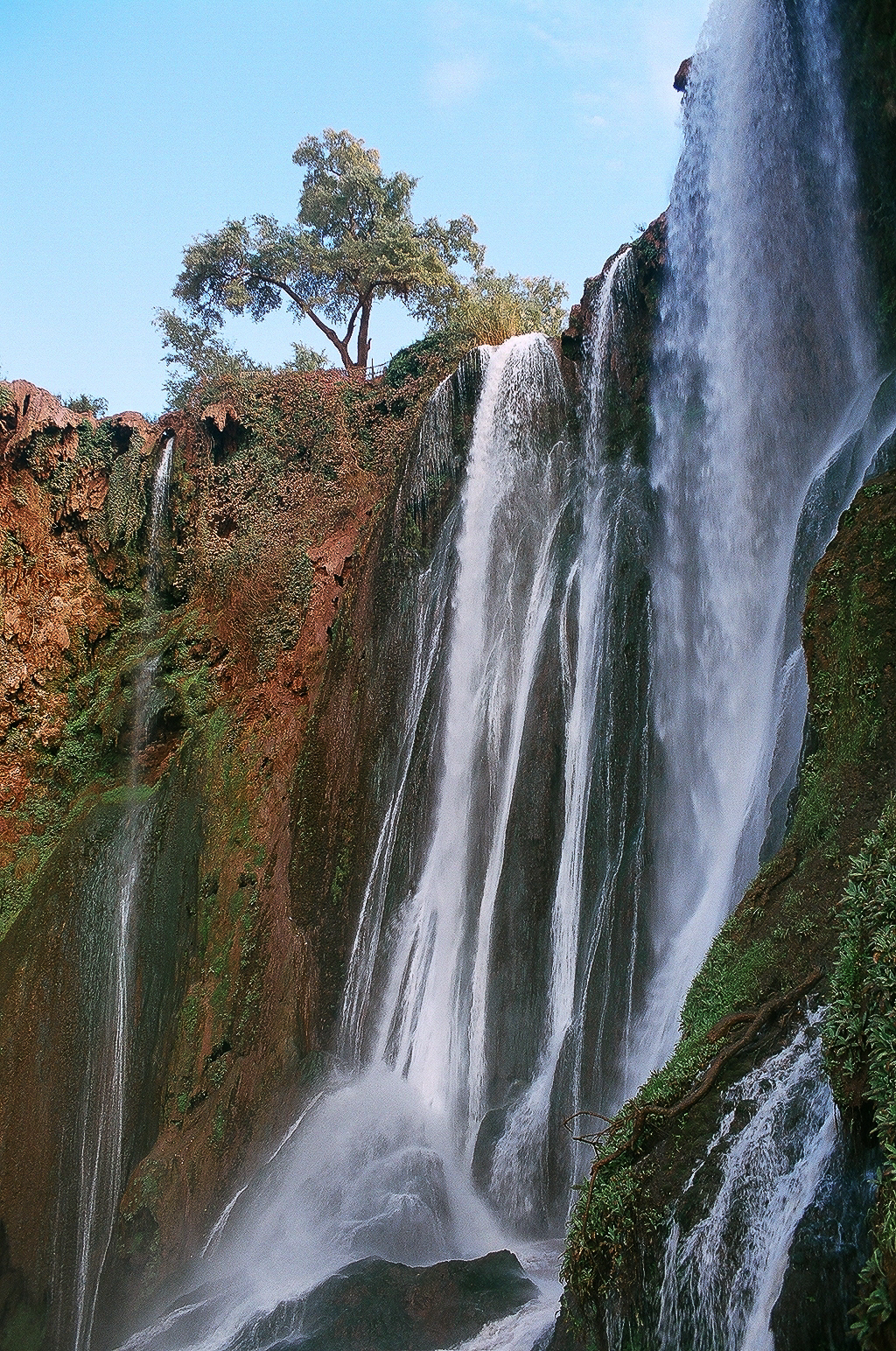
شلالات أوزود بإقليم أزيلال

توجد مدينة أزيلال الصغيرة، بين إقليمي بني ملال ومراكش، في الأطلس الأعلى. وتتبع إداريا إقليم أزيلال، جنوب شرق العاصمة المغربية الرباط. وهي بحكم موقعها في سلسلة جبال الأطلس، محاطة بسلاسل جبلية وهضاب. وبين هذه الجبال انفجرت عيون وانهار ووديان، تضفي على المدينة هالة من الجمال والشموخ، وأسبابا إضافية للعزلة التي تعودتها المدينة منذ سنين بعيدة. يتوفر الإقليم على خصائص جمالية وطبيعية مثل :

### شلالات «أوزود»الشهيرة
وتودج 36 كلم في اتجاه الغرب

### سد بين الويدان
يتسائل أكثر العابرين لماذا يسمونه «بين الويدان»، والأحرى أن يسمى بين الجبال؟ والحقيقة أن تداخلا عجيبا يخترق كل المنطقة وتضاريسها وطبيعتها، ما بين جبال وأنهار وعيون ماء، فهي جبال تخترقها أنهار ووديان، وهي وديان وأنهار، تفصل بينها الجبال. وتعيد تلاقيها. يمكن للزائر أن يصل إلى أزيلال عبر مراكش، من الضفة الجنوبية للمملكة، كما يمكنه أن يقدم إليها عبر بني ملال من الضفة الشمالية للملكة. وإذا دخلت المدينة عبر بوابة بني ملال، ستسحرك المناظر الجبلية الفاتنة، ومحطات المياه عبر سد بين الويدان الشهير، الذي ترابط فوقه بشكل دائم ثكنة عسكرية، تتولى حراسته ليل نهار. ويفسر أهالي المنطقة ذلك بأن هذه المحطة المائية، هي المزود الرئيس للمملكة بالطاقة الكهربائية.

## الإرث الأركيولوجي
يحنوي الإقليم على رصيد أركيولوجي مهم، مثل بوكماز ايمينفري بدمنات (70 كلم غرب أزيلال) الغني بثروة الحفريات والمنحوتات. كما عثر في نواحيه على أحد أقدم هياكل الديناصورات في العالم، وذلك في منطقة جبال الأطلس المتوسط، وحدد العلماء عمره بحوالي 165 مليون سنة». تم نصنيف تراث المنطقة الأركيولوجي من طرف اليونيسكو منذ العام 2014 إرثا عالميا.

## متحف الجيوبارك بأزيلال
يقع متحف جيوبارك مكون على مساحة تبلغ حوالي 1720 مترا مربعا، ويتميز بهندسته المعمارية وقبابه المغربية النموذجية. ويعد المتحف واجهة لإبراز التراث الطبيعي والجيولوجي والأثري والثقافي والمناظر الطبيعية للمجال الترابي لجيوبارك وهو أيضا مركز للبحث العلمي
وقد تم اختيار أزيلال موطنا لاحتضان هذا المتحف، لكونها توجد في قلب منتزه جيولوجي تتوفر فيه حفريات دينصورات ويطلق عليه ”منتزه مكون“، ويوجد وسط جبال الأطلس الكبير والمتوسط بين بني ملال وأزيلال على مساحة 5700 كلم مربع ويضم أزيد من 60 موقع جيولوجي وسياحي متميز عالميا.

## الصناعات التقليدية
تمتاز المنطقة أيضا بـ«صناعات تقليدية متنوعة وجميلة»، مثل النسيج «البزيوي»، وهو المنسوج الذي قيل عنه إن الملك الراحل الحسن الثاني فضله واختاره أن يكون لباسا تقليديا رسميا، وصار هذا اللباس مشهورا، باعتماده أثناء افتتاح الدورة البرلمانية من كل عام واختتامها أيضا، حيث يظهر كل البرلمانيين في قبة البرلمان، وهم يرتدون النسيج البزيوي. والنسيج البزيوي تعرف به مدينة بزو بنواحي أزيلال.
تصعد بك السيارة منعرجات جبلية وعرة، في اتجاه أزيلال، تخلف وراءك في هذه الرحلة بني ملال، ثم أفورار، لتنتهي الرحلة إلى تعرجات جبلية خطرة، لكنها ممتعة، إذ تطل على مساحات خضراء حتى في أوقات الصيف، وتبدو هذه المساحات عبر تشكلات هندسية متنوعة وبديعة، كلما دلفت بك السيارة في العلو.. حقا إنه منظر خلاب.
وفي الطريق قليلا ما تصادف بناية صغيرة، وإذا ما صادفت مثل هذه البناية، فإنها ستكون إما مستوصفا صغيرا، أو مدرسة تتسع لفصلين، أو ثلاثة على الأكثر، لكنك إن مددت بصرك قليلا عبر ثنايا التضاريس الجبلية، فقد تترائى لك بعض البيوتات القليلة المتنائية، المزروعة في غياهب الجبال المتقاطعة والمتناثرة، وقد يعبر قطيع من الماعز، أو يظهر لك راع بين الأشجار الكثيفة، وسط خلاء غير معمور، تستغرب وتفاجئ إذ يترائى لك شبح إنسان.

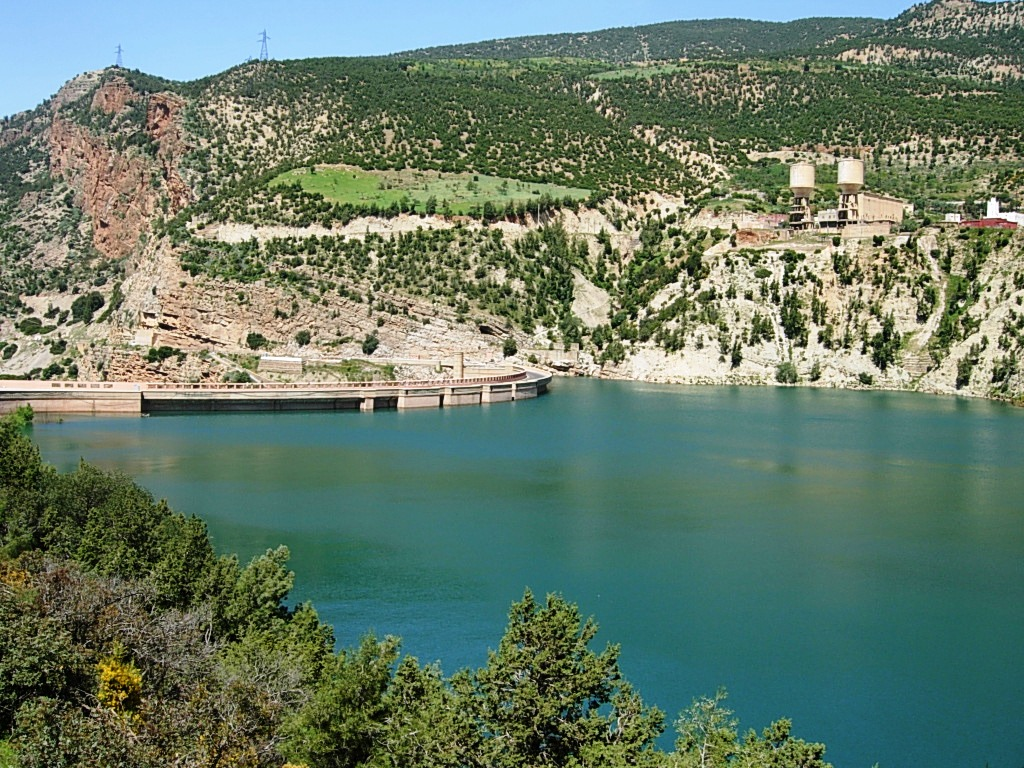
سد بين الويدان